# Otto Merz
Otto Merz, nemški dirkač, * 12. junij 1889, Esslingen am Neckar, okolica Stuttgarta, Nemčija, † 18. maj 1933, Charlottenbur, Berlin, Nemčija.
Otto Merz se je rodil 12. junija 1889 v Esslingen am Neckaru, v okolici Stuttgarta. Leta 1906, v starosti le šestnajstih let, ga je najel Daimler kot mehanika. V podjetju se je kot sposoben in zavzet delavec vzpenjal po lestvici, kasneje je delal tudi za Theodorja Dregerja in Willyja Pögeja, vse življenje pa je ostal zvest Mercedesu, oziroma po letu 1926 Mercedes-Benzu. 28. junija 1914 je bil udeležen pri incidentu, ki je sprožil prvo svetovno vojno, namreč bil je eden izmed šoferjev konvoja vozil, v katerem se je vozil Franc Ferdinand, avstro-ogrski prestolonaslednik v času, ko je bil nanj izveden atentat. 
V dvajsetih letih je začel dirkati, prvo večjo zmago je dosegel v sezoni 1925 z zmago na dirki Solituderennen, ki jo je ubranil tudi na dirki v naslednji sezoni 1926. V sezoni 1927 pa je zmago na dirki za Veliko nagrado Nemčije dosegel svoj največji uspeh kariere, ko je z dirkalnikom Mercedes-Benz S premagal moštvenega kolego Christiana Wernerja. V sezoni 1928 je bil ponovno uspešen na dirki za Veliko nagrado Nemčije, tokrat je zasedel drugo mesto za Rudolfom Caracciolo in Wernerjem, ki sta oba dirkala z zmagovalnim dirkalnikom. Zaradi dejstva, da je dirkal celotnih osemnajst krogov po dirkališču Nürburgring Nordschleife sam in poskusa rešitve Franza Ferdinanda štirinajst let prej, je postal Merz slaven. Toda dobri rezultati mu niso prinesli stalnega sedeža v moštvu Mercedesa, tako da je ostal testni in rezervni dirkač. V sezoni 1929 je zmagal na dirki Tourist Trophy skupaj s Caracciolo. V sezoni 1931, ko so morale biti prvenstvene dirke dolge vsaj deset ur, je na dirki za Veliko nagrado Francije ponovno dirkal skupaj s Caracciolo, toda odstopila sta v 39-em krogu z okvaro motorja, kar je bilo zaradi prevožene več kot tretjine dirke dovolj za prvenstvene točke in skupno delitev petnajstega mesta v prvenstvu, na dirki za Veliko nagrado Nemčije pa je osvojil peto mesto. 
V sezoni 1933 je Merz pri 43-ih letih, ko se je že upokojil kot dirkač, zamenjal poškodovanega Caracciolo na dirki Avusrennen. Na prvem uradnem prostem treningu 18. maja se je v močnem nalivu smrtno ponesrečil. Po poročilu edine priče so ugotovili, da je Merz tik pred nesrečo za nekaj trenutkov izgubil kontrolo nad dirkalnikom Mercedes-Benz SSK, nesreča se je pripetila nekaj minut po trinajsti uri. Dirkalnik je nato prevračalo in Merza izvrglo ven, umrl pa je nekaj ur kasneje v bolnišnici Hildegard Krankenhaus v Charlottenburu. Zaradi karakteristik nesreče in dejstva, da je dirkal z netestiranim dirkalnikom, mnogi strokovnjaki, tudi Karl Ludwigsen, menijo, da je imela aerodinamična konfiguracija Merzovega dirkalnika glavno vlogo pri nesreči.